# Judith av Évreux
Judith av Évreux, död 1076, var en normandisk adelskvinna; grevinna av Sicilien 1071-1076, gift med Roger I av Sicilien.
Judith av Évreux var dotter till Guillame av Évreux och Hawise de Giroie. Hon var halvsyster till Robert de Grandmesnil, abboten av Saint-Evroul, som var hennes förmyndare. 
Efter en fejd med hertigen av Normandie flydde syskonen 1061 till Rom, där de lärde känna Robert Guiscard, som bjöd dem till Kalabrien. Robert underrättade sin bror, som hade känt Judith i Normandie, men då avvisats som friare eftersom han på den tiden varit fattig. Roger kom då till Kalabrien, och paret gifte sig i Mileto. 
1062 gjorde hon Roger sällskap på Sicilien. Roger lämnade henne i fortet Troina medan han deltog i normandernas erövring av Sicilien. Under Rogers frånvaro belägrades Troina av greker och araber som ville ta Judith som gisslan för att driva bort normanderna. De undsattes av Roger, och utstod en fyra månader lång belägring. Roger segrade och återvände till Syditalien för proviantering, varpå Judith hade befälet över fortet under hans frånvaro.